# The Rise of Victimhood Culture
The Rise of Victimhood Culture: Microaggressions, Safe Spaces, and the New Culture Wars – książka amerykańskich socjologów Bradleya Campbella i Jasona Manninga wydana w 2018 roku.

## Historia
Książka powstała jako praca naukowa zatytułowana Microaggression and Moral Cultures, opublikowana w czasopiśmie Comparative Sociology w 2014 roku.
Campbell i Manning stwierdzili, że oskarżenia o mikroagresję koncentrują się na niezamierzonych przejściach, w przeciwieństwie do ruchu praw obywatelskich, który koncentrował się na konkretnych niesprawiedliwościach. Twierdzą oni, że celem zwrócenia uwagi na mikroagresję jest w mniejszym stopniu podniesienie statusu ofiary. "Kiedy ofiary nagłaśniają mikroagresję", napisali Campbell i Manning, "zwracają uwagę na to, co postrzegają jako zboczone zachowanie przestępców. Czyniąc to," "zwracają też uwagę na własną wiktymizację." Robią to, ponieważ obniża to "status moralny sprawcy" i "podnosi status moralny ofiar".

## Teza
Zarówno w artykule, jak i w książce Mason i Campbell zaczerpnęli z pracy socjologa Donalda Blacka na temat konfliktu oraz z międzykulturowych studiów nad konfliktem i moralnością, aby zargumentować, że współczesne wojny kulturowe przypominają taktykę opisaną przez naukowców, w której poszkodowana strona lub grupa szuka wsparcia osób trzecich. Stwierdzili oni, że konflikty oparte na użalaniu się doprowadziły do wielkiej zmiany moralnej, w której pojawiająca się kultura ofiarna (ang. victimhood culture) zderza się ze starszymi kulturami honoru i godności a następnie zastępuje je. Campbell i Mason opisali trzy paradygmaty kultury moralnej, które kolejno kształtowały społeczeństwo amerykańskie, nazywając je kulturą honoru, kulturą godności i kulturą bycia ofiarą.
Kultury honoru, często nazywane kulturami honoru i wstydu, to kultury takie, jak w dawnych czasach amerykańskiego Zachodu lub Europy w czasach, gdy pojedynki były powszechne. W takich kulturach honor jest najważniejszy, a kiedy się go obraża, urażona partia odwzajemnia się bezpośrednio, na przykład poprzez krwawe porachunki. W kulturach honoru, ofiary mają bardzo niski status moralny.
Mason i Campbell wskazują, że kultura wstydu i honoru została zastąpiona we współczesnym świecie zachodnim w XIX i XX wieku przez kulturę godności, w której "obelgi mogą być obraźliwe, ale nie stanowią już sposobu na wyrobienie lub zrujnowanie reputacji odwagi". Za to, "kiedy pojawiają się konflikty nie do zniesienia, kultury godności nakazują bezpośrednie, ale nieagresywne działania". W takiej kulturze, zamiast wyzwać sprawcę na pojedynek, poszkodowany może "stosować ukryte unikanie, po cichu zrywając relacje ze sprawcą bez żadnej konfrontacji" lub "konceptualizować problem jako zakłócenie relacji i dążyć jedynie do przywrócenia harmonii bez wydawania wyroku". Podjęto działania prawne: "Za przestępstwa takie jak kradzież, napaść lub naruszenie umowy, ludzie w kulturze godności będą używać prawa bez wstydu,... "Ale zgodnie z ich etyką powściągliwości i tolerancji, niekoniecznie jest to ich pierwsza deska ratunku, i mogą potępić wiele sposobów wykorzystania władzy jako błahe". Można nawet oczekiwać, że ludzie będą tolerować poważne, ale przypadkowe obrażenia ciała".
Kultura godności, według Campbella i Manninga, ma wartości moralne i normy zachowania, które promują wartość każdego ludzkiego życia, zachęcając do osiągnięć u jego dzieci, ucząc jednocześnie, że kije i kamienie mogą złamać mi kości, ale słowa nigdy mnie nie złamią.
Ponieważ kultura bycia ofiarą nadaje teraz ofiarom najwyższy status moralny, Campbell i Manning stwierdzili, że "zwiększa motywację do nagłaśniania skarg". Zranione i urażone strony, które kiedyś mogły rzucić cios lub złożyć pozew, teraz apelują o wsparcie w mediach społecznościowych.
Według Campbella i Manninga, kultura wiktymizacji prowadzi do "konkurencyjnej wiktymizacji", motywując nawet uprzywilejowane osoby do twierdzenia, że są ofiarami np. dyskryminacji pozytywnej. Według Claire Lehmann, Manning i Campbell, kulturę wiktymizacji postrzegają jako wartość moralną w dużej mierze zdefiniowaną przez kolor skóry i przynależność do określonej grupy tożsamościowej, takiej jak LGBT, muzułmanie czy rdzenni mieszkańcy Stanów Zjednoczonych.
Manning i Campbell stwierdzili również, że kultura ofiary zdominowała kampusy uniwersyteckie, w których wolność akademicka jest zagrożona przez nadrzędne troski o "bezpieczeństwo" i "wrażliwość".

### Krytyka
Wybór przez Campbella i Manninga terminu "ofiarność" został zakwestionowany i skrytykowany jako mikroagresja sama w sobie.

### Recepcja
Jyotirmaya Tripathy, piszący w indyjskim magazynie Swarajya, został wstrząśnięty uniwersalnością książki. Jego zdaniem Manning i Campbell chętnie przechodzą "od oskarżenia współczesnej amerykańskiej kultury akademickiej do bycia punktem odniesienia dla zrozumienia dróg naszego politycznie świadomego świata, bardziej wyraźnego w postindustrialnych demokracjach".